# Sant Gil del Mas d'Eroles
Sant Gil del Mas d'Eroles és una església del municipi d'Oliana inclosa en l'Inventari del Patrimoni Arquitectònic de Catalunya.

## Descripció
Església d'una sola nau sobrealçada amb un porxo als peus, a la zona de ponent. El parament del mur està fet a base de pedres irregulars sense desbastar.
Tot l'edifici està cobert a dues aigües amb teula àrab. La nau està coberta per volta de canó reforçada per arcs torals sota la volta. L'absis és ultrasemicircular i de dos nivells, avui convertit en sagristia; al centre hi ha una finestra de doble esqueixada. Tant aquest com el sector nord de l'edifici han estat molt alterats.Al mur sud hi ha una finestra de doble esqueixada.
La porta és a la façana de ponent, on s'afegí un porxo amb posterioritat a la primera etapa constructiva. Sobre de l'entrada hi ha un petit campanar d'espadanya.

## Història
El topònim d'Eroles vinculat al mas és comú en diversos termes del comtat d'Urgell. El mas d'Eroles d'Oliana és citat en el cens de l'any 1860; per contra no apareix en el cens parroquial de 1854. La capella fou tradicionalment sufragània de Sant Andreu d'Oliana.